# Lost: Via Domus
Lost: Via Domus is een action-adventure-computerspel, ontwikkeld door Ubisoft Montreal en in Europa op 28 februari 2008 uitgegeven door Ubisoft voor Microsoft Windows, PlayStation 3 en Xbox 360. Het spel is gebaseerd op de televisieserie Lost van ABC. Het computerspel werd uitgegeven na het derde seizoen. Veel sterren uit de televisieserie hebben de stem van hun personage zelf ingesproken, waaronder Michael Emerson, Yunjin Kim, Henry Ian Cusick, Emilie de Ravin, M. C. Gainey en Mikhail Bakunin.

## Gameplay
In Lost: Via Domus bestuurd de speler Elliott Maslow, een fotojournalist en overlever van de vliegtuigcrash uit de televisieserie die geheugenverlies heeft opgelopen. Elliott Maslow komt niet voor de in de televisieserie, maar veel van de personages uit de serie komen wel voor in het spel, waaronder Jack Shephard, Sun-Hwa Kwon, Kate Austen, Claire Littleton, Hugo "Hurley" Reyes, James Ford, Jin-Soo Kwon, John Locke, Desmond Hume, Ben Linus, Juliet Burke, Sayid Jarrah, Charlie Pace, Michael Dawson en Tom Friendly.
Tijdens het spel moet de speler spullen verzamelen voor personen en puzzels oplossen. De verhaallijn wordt verteld door middel van flashbacks. De speler komt langs veel plekken uit de televisieserie en maakt het hele spel door foto´s van belangrijke gebeurtenissen.
De verhaallijn is opgesplitst in zeven onderdelen, die elk eigen verzamelobjecten bevatten en draaien om een bepaald deelonderwerp.

## Ontvangst
| Beoordeeld door                | Platform      | Datum            | Score |
| ------------------------------ | ------------- | ---------------- | ----- |
| Play.tm                        | Xbox 360      | 4 maart 2008     | 80%   |
| Gamezoom                       | Windows       | 25 maart 2008    | 77%   |
| Gamesmania                     | PlayStation 3 | 5 maart 2008     | 75%   |
| Game Informer Magazine         | Xbox 360      | april 2008       | 72%   |
| Gamer.co.il                    | Windows       | 29 februari 2008 | 70%   |
| Adventure Classic Gaming       | Windows       | 1 april 2012     | 60%   |
| Thunderbolt Games              | Xbox 360      | 6 april 2008     | 50%   |
| Adrenaline Vault, The (AVault) | Xbox 360      | 6 april 2008     | 40%   |
| GameSpy                        | Windows       | 28 februari 2008 | 40%   |
| Good Game                      | Xbox 360      | 17 maart 2008    | 40%   |